# Markree Castle

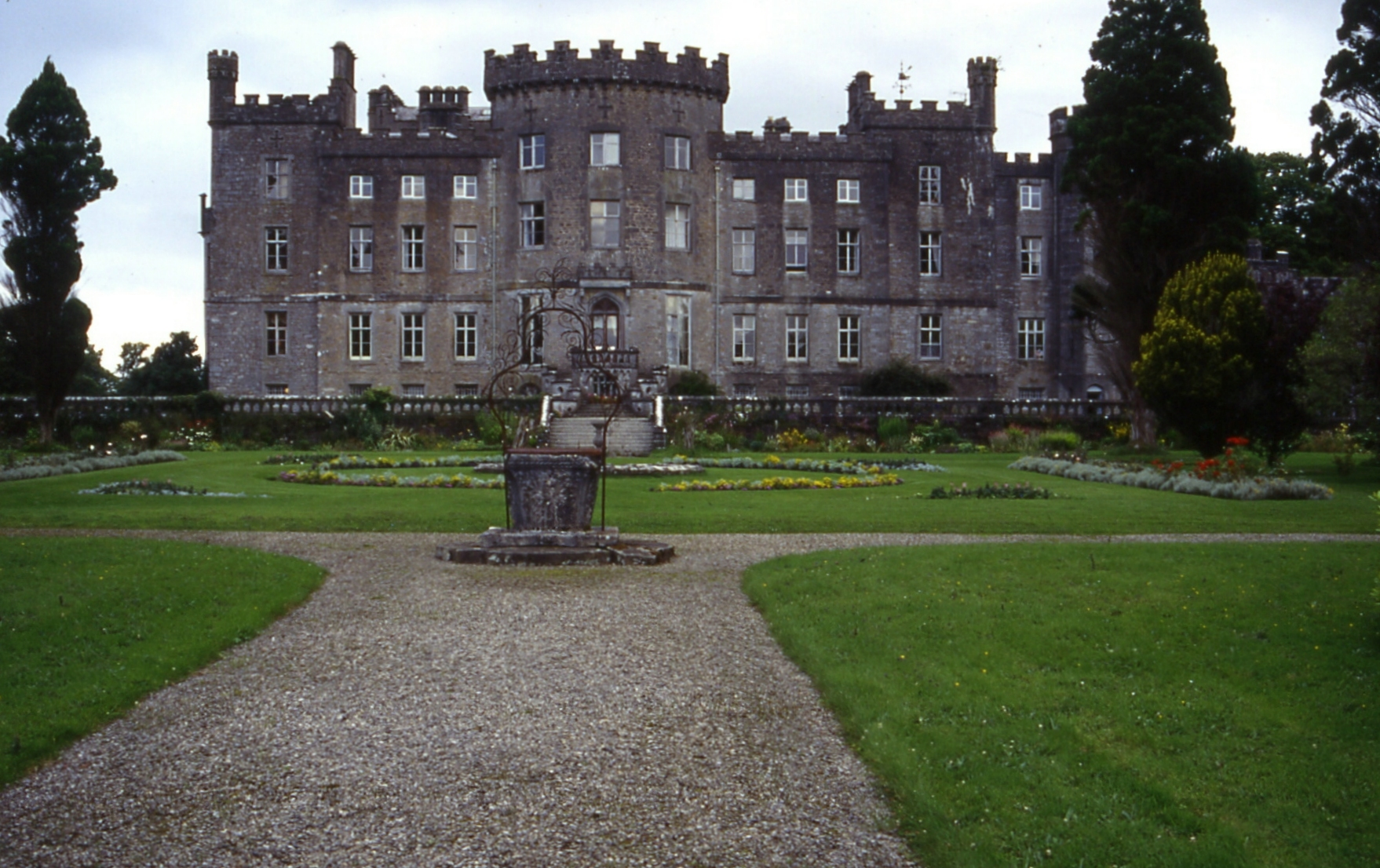
Markree Castle, Gartenfassade (1993)

Markree Castle (irisch Caisleán Mharcréidh) in Collooney, County Sligo, Irland ist der historische Sitz der Cooper-Familie. Heute ist es ein kleines Familienhotel.

## Geschichte

### 17. Jahrhundert

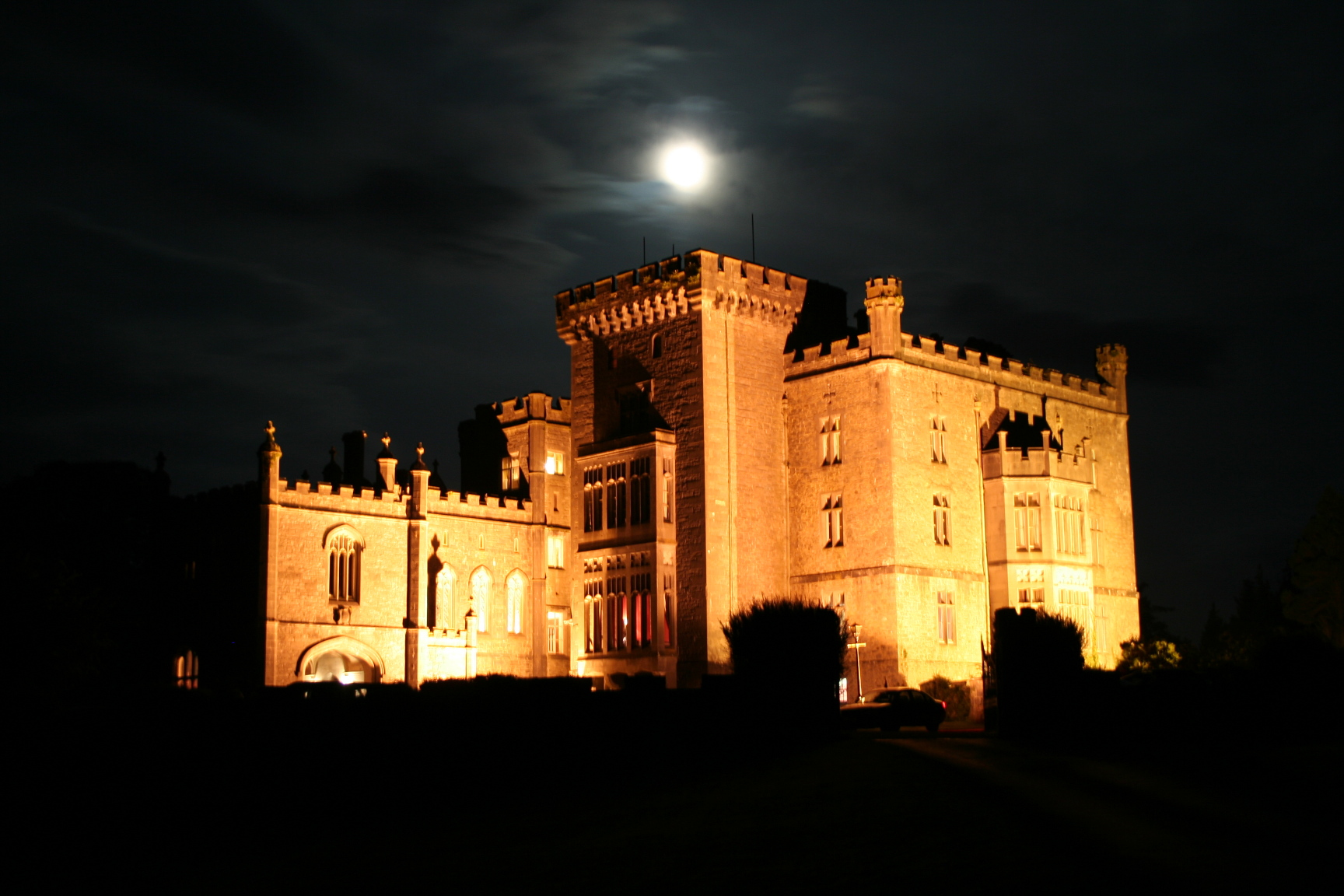
Markree Castle in der Nacht

Im Jahr 1663 wurde Rennfähnrich Edward Cooper, der unter Oliver Cromwell diente, als seine Armee den O’Brian-Clan besiegte, das Markree Castle aus dem 14. Jahrhundert und das umliegende Land zugeteilt. Bis zu diesem Zeitpunkt war Markree ein befestigter Außenposten des irischen McDonald-Clans, der das Gebiet jenseits des Flusses Unsin überwachte.
O’Brian selbst verlor sein Leben in diesem Kampf und Edward heiratete dessen Witwe Maria Rua. Mit ihren zwei Söhnen lebten sie auf Limerick Castle. Ein Sohn übernahm Limerick Castle, der andere erbte Markree. Charles Cooper, der derzeitige Eigner, ist ein direkter Nachkomme dieses Sohnes.
Die Zeiten waren turbulent und während des Versuchs des englischen Königs Jakob II., den Thron wiederzuerlangen, besetzte die katholische Armee Markree und die Coopers mussten fliehen. Nach der Schlacht am Boyne im Jahr 1690, konnten sie wieder zurückkehren und bewohnten seither immer Markree, außer einer kurzen Unterbrechung während des Jahres 1920, als Markree erneut besetzt wurde, diesmal von der Armee des irischen Freistaates.

### 19. Jahrhundert
Im Jahr 1830 ließ Edward Joshua Cooper, Sohn von Edward Synge Cooper und Ann, der Tochter von Henry Vansittart, dem Gouverneur von Bengalen, das Markree Observatory erbauen. Für einige Jahre war Coopers Teleskop das größte der Welt.

„Das Observatorium von Herrn Cooper auf Markree Castle - zweifellos das am besten eingerichtete private Observatorium - wird mit großer Aktivität von Herrn Cooper selbst bedient und von seinem Assistent, Herrn Andrew Graham.“

Das Observatorium war bis zum Tod von Edward Henry Cooper im Jahr 1902 in Betrieb.
Irlands tiefste Temperatur, −19 Grad, wurde am 16. Januar 1881 auf Markree Castle gemessen.
Laut einigen Quellen, schrieb Cecil Frances Alexander ihre bekannte Hymne „All Things Bright and Beautiful“ während eines Aufenthalts auf Markree im Jahr 1848.
Das Schloss, so wie es heute aussieht, stammt aus dem Jahr 1802 von dem Architekten Francis Johnston mit einigen Änderungen außerhalb und am Interieur.

### 20. Jahrhundert
Der Soldat und Politiker Brian Cooper erbte das Schloss nach dem Tod seines Vaters im Jahr 1902 und bewohnte dieses mit seiner Familie bis zu seinem Tod 1930 (außer während des Ersten Weltkriegs und während seiner Diensteinsätze im Ausland).
Nach dem Zweiten Weltkrieg stand das Schloss für viele Jahre leer und war ein Zeugnis für den schlechten Zustand vieler Schlösser in Irland während dieser Zeit. Im Jahr 1988 diente es zur Illustration eines Artikels über das Verschwinden der Landhäuser von Irland (The Vanishing Country Houses of Ireland). 1989 baute Charles Cooper das historische Schloss in ein Hotel um.

### Das Schloss heute
Seit dem Umbau wird das Schlosshotel von Charles und Mary Cooper geführt, sie sind die 10. Generation der Familie Cooper, die das Schloss bewohnt.
Das 1,2 km² große Anwesen beherbergt eine Anzahl wild lebender Tiere, von Eichhörnchen über Otter bis zu Eisvögeln.
Eine monumentale Treppe führt in eine große Halle, von wo man aus über eine hölzerne Treppe zu den 30 Gästezimmern kommt. Auf einem Bleiglasfenster ist der Familienstammbaum der Familie Cooper dargestellt, von der viktorianischen Zeit bis zurück zu König John. Das Esszimmer ist dekoriert im Stil Louis-Philippes.